# レイニー湖

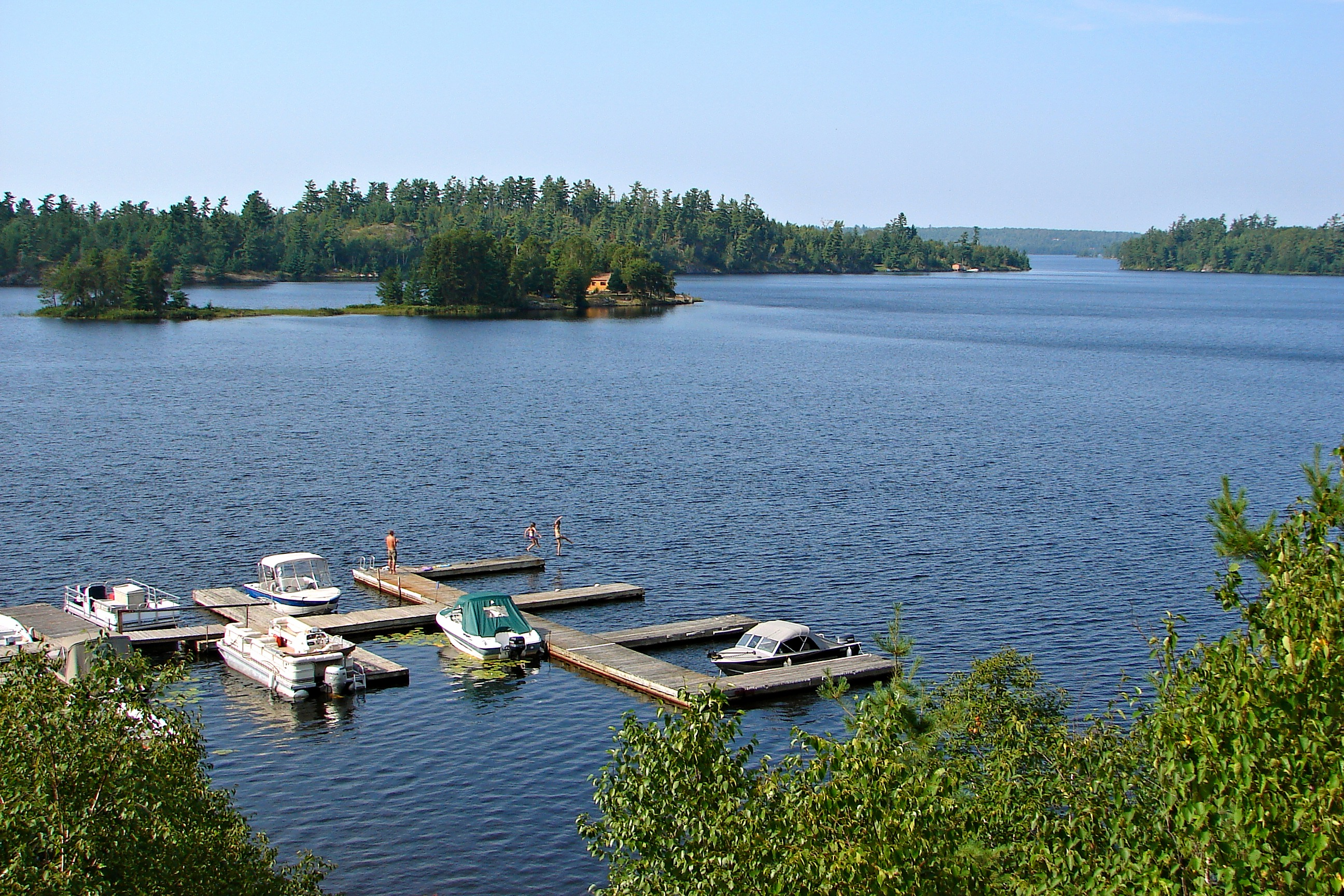
レイニー湖のモランス湾

レイニー湖（英語：Rainy Lake、フランス語：Lac à la Pluie）は、アメリカ合衆国とカナダの国境における湖である。
アメリカ合衆国ミネソタ州北部のボエジャーズ国立公園に位置し、三方向を崖に囲まれている氷河湖で、西にミネソタ州のインターナショナルフォールズ、東にカナダ・オンタリオ州のフォートフランシスで、レイニー湖が狭まりレイニー川となっている。ウォールアイ、コクチバス、カワカマス、クラッピーなどの川魚が生息している。